# Тюржис, Антони
Антони Тюржис (фр. Anthony Turgis; род. 16 мая 1994, Бур-ла-Рен, департамент О-де-Сен, регион Иль-де-Франс, Франция) — французский профессиональный велогонщик, выступающий за французскую  профессиональную шоссейную велокоманду «Direct Énergie», имеющую статус UCI Professional Continental team.

## Достижения
2011
1-й La Cantonale Juniors — Генеральная классификация (юниоры)
1-й — Этап 1 (ИГ)
2012
1-й La Cantonale Juniors — Генеральная классификация (юниоры)
2-й Route d'Éole — Генеральная классификация (юниоры)
2-й Париж — Рубе (юниоры)
2-й  Чемпионат Европы —  Групповая гонка (юниоры)
10-й Чемпионат Европы — Индивидуальная гонка (юниоры)
2014
1-й Льеж — Бастонь — Льеж U23
1-й — Этап 4 Tour de Seine-Maritime
3-й  Чемпионат Европы —  Групповая гонка U23
3-й Чемпионат Франции —  Групповая гонка (любители)
2015
1-й  Букль де ля Майен — Генеральная классификация
1-й  — Молодёжная классификация
1-й — Этап 2
3-й  Чемпионат мира —  Групповая гонка U23
8-й Арктическая гонка Норвегии — Генеральная классификация
9-й Европейские игры —  Групповая гонка
2016
1-й Классик Луар-Атлантик
3-й Тур Йоркшира — Генеральная классификация
4-й Тур Люксембурга — Генеральная классификация
1-й — Этап 3
5-й Grand Prix de Plumelec-Morbihan
2017
3-й Тур де Еврометрополь
2018
2-й Чемпионат Франции — Групповая гонка
5-й Три дня Западной Фландрии
2019
1-й Гран-при Марсельезы
2-й Дварс дор Фландерен

## Статистика выступлений

### Гранд-туры
| Гранд-тур       | 2017 | 2018 |
| --------------- | ---- | ---- |
| Джиро д’Италия  | —    | —    |
| Тур де Франс    | —    | 116  |
| Вуэльта Испании | 117  | —    |

| —  | Не участвовал  |
| НФ | Не финишировал |